# Górnośląska Wyższa Szkoła Pedagogiczna im. Kardynała Augusta Hlonda w Mysłowicach
Górnośląska Wyższa Szkoła Pedagogiczna im. Kardynała Augusta Hlonda (ang: The Cardinal August Hlond University of Education in Myslowice; fr: L ‘Ecole Supérieure des Sciences de l’Education de la Haute Silésie a Mysłowice) – niepubliczna uczelnia o profilu pedagogicznym z siedzibą w Mysłowicach, założona przez Urszulę Kontną w 1995 pod nazwą Wyższa Szkoła Edukacji Wczesnoszkolnej. GWSP została postawiona w stan likwidacji z dniem 20 grudnia 2016 na podstawie decyzji założyciela uczelni. Likwidatorem uczelni jest ks. Artur Demkowicz SJ.
Uczelnia uczestniczy w wielu inicjatywach, programach i projektach międzynarodowych: EURODIR, Socrates-Erasmus, Leonardo da Vinci (programy Comcare, NEVA), DUKOM, Grundtvig i inne.
Na terenie Uczelni działa od grudnia 2011 filia Wojewódzkiej Biblioteki Pedagogicznej im. Józefa Lompy w Katowicach.
W 2007 w uczelni rozpoczął działalność Uniwersytet III Wieku, który otworzył swoje filie również w Lędzinach (2009) oraz w Bieruniu (2011).
W 2011 po raz pierwszy rozpoczęła działalność Akademia Dziecięca Genius – seria wykładów i warsztatów dla dzieci w wieku od 6 do 10 lat, ukierunkowana jest na rozwijanie pasji naukowej i poznawanie świata przez dzieci.
W 2014 uczelnia nawiązała współpracę z Akademią Ignatianum w Krakowie, w wyniku czego powstał Wydział Zamiejscowy Nauk Humanistycznych i Społecznych Akademii Ignatianum w Krakowie. Od 1 października 2018 r. – po wejściu w życie ustawy Prawo o szkolnictwie wyższym i nauce – funkcjonował jako Filia Akademii Ignatianum w Mysłowicach. Filia rozpoczęła wygaszanie 24 kwietnia 2018 r. i została zamknięta 30 września 2019 r. Akademia Ignatianum w Krakowie nie jest następcą prawnym GWSP.
20 grudnia 2016 do Ministerstwa Nauki i Szkolnictwa Wyższego wpłynął wniosek o likwidację GWSP.

## Historia
Górnośląska Wyższa Szkoła Pedagogiczna imienia Kardynała Augusta Hlonda w Mysłowicach powołana została decyzją Ministra Edukacji Narodowej w listopadzie 1995 dzięki staraniom Mirosława Czapki pod nazwą Wyższa Szkoła Edukacji Wczesnoszkolnej. Nazwa ta w roku 1999 została zmieniona na Górnośląska Wyższa Szkoła Pedagogiczna w Mysłowicach. W 2002 Uczelnia dokonała ponownej zmiany nazwy na obowiązującą do dzisiaj: Górnośląska Wyższa Szkoła Pedagogiczna imienia Kardynała Augusta Hlonda w Mysłowicach.

## Kształcenie
Uczelnia kształci pedagogów i nauczycieli na studiach I i II stopnia oraz specjalistów do pracy edukacyjnej z uczniami o specyficznych potrzebach.
Specjalności kształcenia na kierunku Pedagogika:
studia pierwszego stopnia
- Pedagogika resocjalizacyjna
- Pedagogika wczesnoszkolna (specjalizacja nauczycielska)
- Pedagogika przedszkolna (specjalizacja nauczycielska)
- Pedagogika opiekuńczo-wychowawcza
- Pedagogika bezpieczeństwa i zarządzania kryzysowego
- Pedagogika artystyczna – muzyka i plastyka
- Opieka dziecięca
- Kwalifikowana opieka nad dzieckiem w środowisku domowy (babysitter, au pair, mother's help)

studia drugiego stopnia
- Pedagogika resocjalizacyjna z penitencjarystyką
- Pedagogika resocjalizacyjna z profilaktyką społeczną
- Pedagogika wczesnoszkolna i wychowanie przedszkolne (specjalizacja nauczycielska)
- Pedagogika wczesnoszkolna z elementami logopedii (specjalizacja nauczycielska)
- Pedagogika przedszkolna z wspomaganiem logopedycznym (specjalizacja nauczycielska)
- Pedagogika opiekuńczo-wychowawcza z opieką społeczną
- Pedagogika opiekuńczo-wychowawcza z diagnozą i terapią
- Pedagogika artystyczna z animacją kulturową – muzyka i plastyka
- Edukacja kulturowa
- Edukacja dla bezpieczeństwa i zarządzania kryzysowego (specjalizacja nauczycielska)
- Opieka dziecięca z wczesną interwencją.

## Władze uczelni
- Rektor – prof. nadzw. dr Mirosław Wójcik
- Kierownik Katedry Pedagogiki – prof. nadzw. dr hab. Elżbieta Górnikowska-Zwolak
- Dyrektor Uczelni – dr Urszula Kontny

## Struktura Uczelni
Uczelnia ma strukturę zakładową, które tworzą jedną Katedrę Pedagogiki której kierownikiem jest dr Jan Łysek.

### Zakład Pedagogiki Szkolnej, Pozaszkolnej I Teoretycznych Podstaw Edukacji (Z-1)
- Kierownik: dr hab. Piotr Paweł Barczyk
- Zespoły naukowo-dydaktyczne
  - Zespół Historii Wychowania
  - Zespół Psychologicznych Podstaw Wychowania
  - Zespół Pedagogiki Przedszkolnej i Szkolnej
  - Zespół Organizacji i Zarządzania Oświatą Oraz Prawnych Podstaw Edukacji
  - Zespół Teorii Nauczania i Wychowania

### Zakład Pedagogiki Społecznej, Resocjalizacyjnej i Andragogiki (Z-2)
- Kierownik: dr hab. Elżbieta Górnikowska-Zwolak
- Zespoły naukowo-dydaktyczne
  - Zespół Pedagogiki Społecznej, Andragogiki I Edukacji Ustawicznej
  - Zespół Pedagogiki Opiekuńczej I Rodziny
  - Zespół Rehabilitacji Społecznej
  - Zespół Resocjalizacyjnej i Penitencjarystyki
  - Zespół Polityki Społecznej, Pracy Socjalnej i Projektów Społeczno-Edukacyjnych

### Inne jednostki
- Chór i Zespół Artystyczny Górnośląskiej Wyższej Szkoły Pedagogicznej imienia Kardynała Augusta Hlonda w Mysłowicach Tota Anima Cantate
- Wydawnictwo Uczelniane
- Biblioteka Główna
- Pedagogiczna Biblioteka Wojewódzka im. Józefa Lompy w Katowicach Filia w Mysłowicach
- Uniwersytet III Wieku
- Akademia Dziecięca Genius

## Nagroda „Sapere Aude”
Górnośląski Laur Naukowy „Sapere Aude” przyznawany jest na wniosek Kapituły przez Rektora Górnośląskiej WSP na podstawie Uchwały Rady Uczelni nr 52/9/2007 z dnia 18 września 2007 r. wybitnym osobistościom Śląska, Polski, Europy i Świata, wnoszącym trwałe humanistyczne i uniwersalne wartości do kultury narodowej i europejskiej. Wręczany jest na uroczystości inauguracji rok akademicki w Uczelni przez Rektora Górnośląskiej WSP.
Laureatami nagrody są:
- 2007 – Doc. Paed Dr Jana Raclavska, Ph.D. (Czechy)
- 2008 – Jego Ekscelencja Ksiądz Biskup dr Gerard Bernacki
- 2009 – Bernard Krawczyk
- 2010 – S.S.O. Barbara Bochyńska
- 2011 – Kazimierz Ptak
- 2012 -Suzanne Stanisière (Francja)

## Czasopisma

### Nauczyciel i Szkoła
Jest to półrocznik, periodyk naukowy Wydawnictwa Górnośląskiej Wyższej Szkoły Pedagogicznej im. Kardynała Augusta Hlonda w Mysłowicach. Pierwsze wydanie w roku 1995 towarzyszyło rozpoczęciu działalności statutowej Uczelni. Pismo rozpoznawane w środowisku naukowym, lokalnym, ogólnopolskim, a także poza granicami Polski. Radę Naukową pisma tworzą uczeni z renomowanych ośrodków akademickich w Polsce, a także w jej skład wchodzą uczeni z Ukrainy, Słowacji i Węgier.

### Journal of Ecology and Health
Jest to kwartalnik przeznaczony dla specjalistów i pasjonatów problematyki ekologicznej, związanej z zagadnieniami zdrowia społecznego. Pismo podejmuje naukowy, ale i społeczny dyskurs w obszarze koniecznej troski i dbałości zarówno uczonych jak i wszystkich innych odpowiedzialnych osób za bezpieczeństwo w rozwijaniu i kształtowaniu obecnego, aktualnego stanu cywilizacji XXI wieku. W szczególności treści skupiają się na kosztach postępu technicznego, eksploatacji zasobów ziemskich i przełożeniu tych procesów na zdrowie psychiczne i somatyczne podmiotów i zbiorowości ludzkich.

### Kurier Nauczyciela i Szkoły
Jest to półrocznik – pismo popularne ukierunkowane na informowanie środowiska lokalnego Mysłowic, a także czytelników aglomeracji śląskiej o tym, co jest ważne nie tylko dla funkcjonowania Górnośląskiej WSP, lecz także o tym, co z perspektywy działalności akademickiej ważne jest dla Mysłowiczan i Górnoślązaków.